# Kuku (gastronomia)
Il kuku (in persiano کوکو‎) è un piatto della cucina iraniana, spesso vegetariano, fatto con uova e altri ingredienti. È simile alla frittata italiana, alla quiche francese o ad una omelette, seppur con meno uova e con un tempo di cottura più breve. Viene cotto a fuoco basso, prima di essere girato o alla griglia brevemente per formare lo strato superiore. Si serve caldo o freddo come antipasto, contorno o secondo piatto e si accompagna con pane e yogurt o insalata. In alcune parti dell'Iran settentrionale, il kuku può essere consumato a pranzo e servito con riso (kateh) o pane.
Questo piatto viene menzionato nei libri di cucina dei periodi safavide e qajar. Il kuku sabzi, la variante più popolare di questa pietanza, viene servito tradizionalmente durante la festa del Nawrūz, il capodanno iraniano, oppure a Pasqua, celebrata dalle comunità armene e georgiane presenti in Iran.

## Metodi di cottura

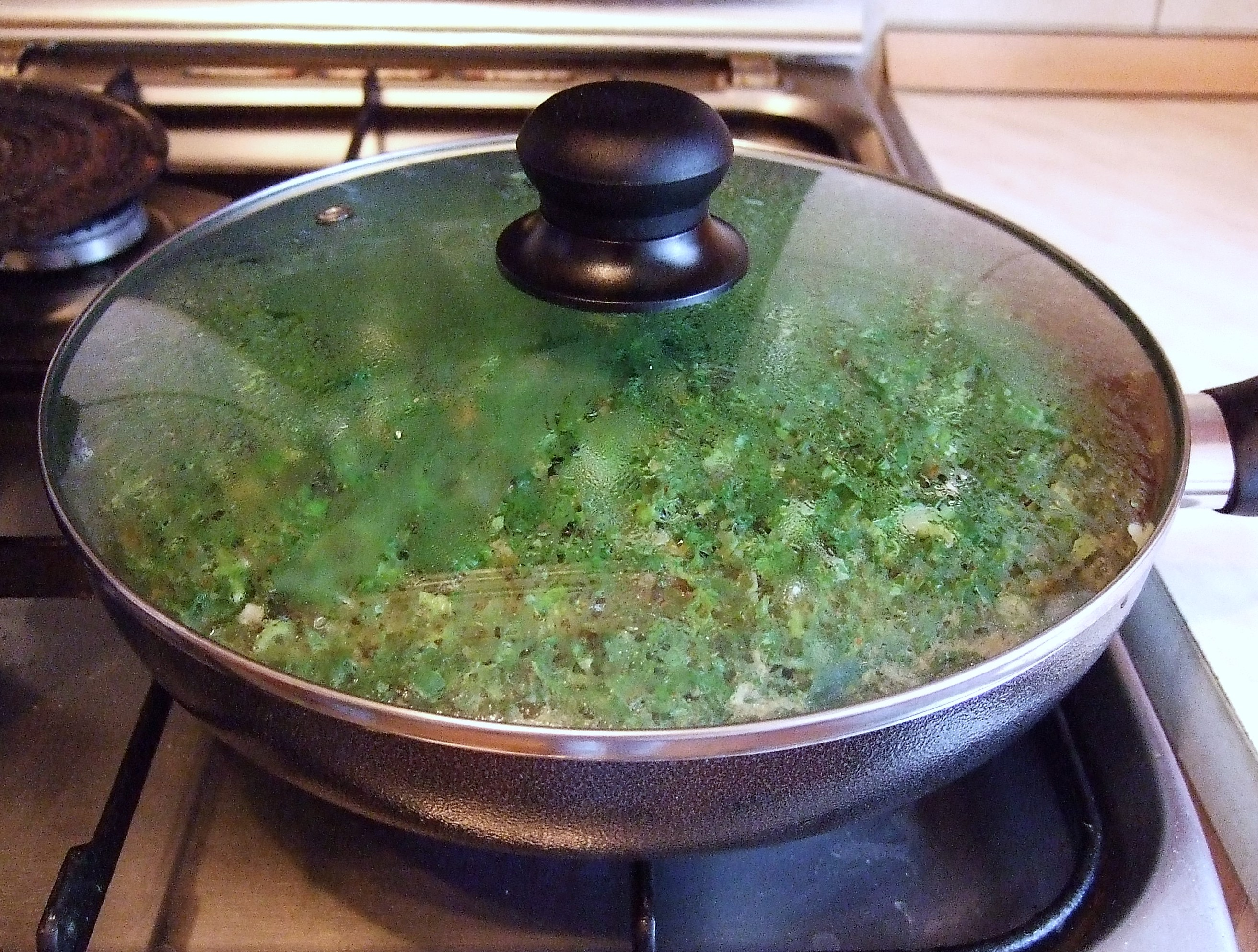
Cottura del kuku sabzi in padella

La preparazione tradizionale del kuku prevede la frittura degli ingredienti nell'olio a fuoco lento e si realizza con la cottura a vapore in uno spazio chiuso. Anche la cottura al forno è un metodo popolare al giorno d'oggi. Un ulteriore spessore viene dato al piatto con l'aggiunta di lievito. Il risultato finale è una frittata simile a una torta salata che di solito viene servita con il pane, sebbene venga talvolta accompagnata con il riso, in particolare nella provincia settentrionale iraniana di Gilan, dove il consumo di riso in generale è tradizionalmente preferito al pane.

## Varianti
Il kuku è preparato con diversi ingredienti e in diversi stili. Tra essi menzioniamo il kuku di verdure (kuku sabzi), il kuku di patate (kuku sibzamini), il kuku di melanzane (kuku-ye bādenjān, vereqā), il kuku di uova di pesce (ašbal kuku) e il kuku di yogurt (kuku-ye māst).
- Kuku sabzi: è la variante più comune di kuku,[4] fatto con uova ed erbe aromatiche, come porri e prezzemolo. Anche l'aglio, particolarmente popolare nelle regioni settentrionali dell'Iran, viene utilizzato come ingrediente.[11]
- Kuku sibzamini: quasi identico alla tortilla spagnola,[6] è fatto con uova, patate e altri ingredienti.
- Kuku-ye bādenjān: è fatto con purè di melanzane e uova, insieme ad altri ingredienti come prezzemolo, noci, cipolle e berberis.[12]

- Ašbal kuku: è una variante locale di kuku nella provincia di Gilan che include uova di pesce.[13]